# Auhustowa (rejon łohojski)
Auhustowa (biał. Аўгустова, ros. Августово, Awgustowo) – wieś na Białorusi, w obwodzie mińskim, w rejonie łohojskim, w sielsowiecie Łohojsk. Położona jest 27 km na północny wschód od obwodnicy Mińska, 5 km na południe od Łohojska. 
W czasach Rzeczypospolitej Obojga Narodów wieś znajdowała się na terytorium Wielkiego Księstwa Litewskiego. Po II rozbiorze Polski w 1793 roku znalazła się w składzie Imperium Rosyjskiego, w guberni mińskiej, w powiecie borysowskim. Następnie w składzie Białoruskiej SRR a od 1991 roku niepodległej Białorusi. Na początku XX wieku była folwarkiem.
Do 30 października 2009 roku wieś znajdowała się w sielsowiecie Znamienka. Po jego likwidacji weszła w skład sielsowietu Łohojsk.
W Auhustowie 29 kwietnia 1940 roku urodził się Uładzimir Hanczaryk – wspólny kandydat białoruskiej opozycji na urząd prezydenta w wyborach w 2001 roku.